# 亞洛韋尼
亞洛韋尼是摩爾多瓦的城市，也是亞洛韋尼區的首府，位於該國中部，距離首都基希涅夫10公里，始建於1502年，面積31.6平方公里，2012年人口15,700。